# Олоукун, Гбенга
Гбенга Олоукун (англ. Gbenga Oloukun; 14 июня 1983, Ойо, Нигерия) — нигерийский боксёр-профессионал, выступающий в тяжёлой весовой категории. Участник Олимпийских игр (2004), чемпион Всеафриканских игр (2003) в любителях.

## Любительская карьера
На любительском ринге выступавшему в весовой категории свыше 91 кг Олоукуну удалось добиться определённых успехов.
В 2003 году Гбенга завоевал золотую медаль на Всеафриканских играх, проходивших в Абудже (Нигерия), победив в полуфинале камерунца Карлоса Такама. В финале турнира Олоукун победил известного египетского боксёра Мохамеда Реда Али. Менее чем через две недели после завершения турнира нигериец принял участие в 1-х Афро-Азиатских играх, состоявшихся в Индии. Гбенга уступил в полуфинале по очкам (9:35) узбекскому боксёру Рустаму Саидову и стал бронзовым призёром игр..
В 2004 году нигериец выступал на Олимпийских играх, но проиграл в первом круге олимпийского турнира по очкам (13:29) итальянцу Роберто Камарелле..

## Профессиональная карьера
После успешной любительской карьеры Гбенга в 2005 году дебютировал на профессиональном ринге. В сентябре 2006 года победил решением большинства судей, украинского боксёра, Ярослава Заворотнего (8-1).
В апреле 2007 года нокаутировал россиянина Алексея Варкина. Со статистикой 16-0 вышел против другого непобеждённого боксёра, немца сирийского происхождения, Мануэля Чарра, и потерпел своё первое поражение, уступив техническим нокаутом в 7-м раунде.
В следующем бою сенсационно победил бывшего чемпиона мира в тяжёлом весе, Леймона Брюстера. Затем проиграл Рене Деттвилеру (24-2). Проиграл начинающему профессиональному боксёру, болгарину Кубрату Пулеву.
В марте 2010 года проиграл финну Роберту Хелениусу. В ноябре 2010 года нокаутировал немца казахского происхождения, Константина Айриха.
В 2011 году проиграл досрочно Карлосу Такаму в бою за титул чемпиона Африки по версии WBO.
1 мая 2012 года проиграл украинцу Вячеславу Глазкову.
В сентябре 2012 года проиграл по очкам немецкому боксёру Эркану Теперу, а в марте 2013 года спорно проиграл немцу Эдмунду Герберу. Решение было очень спорным.
22 марта 2014 года вышел на ринг в Турции (Текирдаг) против тогда еще начинающего немецкого проспекта Агита Кабаеля 9-0, (7 КО). Бой был равный, решение судей было раздельным: 96-94, 94-97, 96-94.
14 марта 2015 в Польше провел поединок против бывшего претендента на титул чемпиона мира Мариуша Ваха. Бой продлился все отведенные на него десять раундов по итогам которых все судьи отдали победу Ваху со счетом 98-94 и 97-93 дважды
10 апреля 2015 года в Польше проиграл местному боксеру Марцину Рековски 15-1 нокаутом в 5 раунде. На момент нокаута проигрывал у двух судей 37-39, 37-39 когда как у третьего бокового вел 39-38.
17 октября 2015 в Польше проиграл нокаутом небитому проспекту Кшиштофу Зимноху 17-0 во втором раунде после чего покинул бокс на 5 с лишним лет. 

#### Возвращение в бокс
В феврале 2021 года в возрасте 38 лет вернулся в бокс и за восемь месяцев победил в Нигерии трех малоизвестных соперников. Второго соперника Гбенга победил лишь раздельным решением судей (SD) не смотря на то, что соперник был дебютант. 
5 марта 2023 года проиграл в Нигерии соотечественнику - нокаутеру Соломону Адебайо 10-0, (10 КО). Олоукун не смог выйти на 3-й раунд.

## Таблица боёв
В таблице перечислены результаты всех поединков боксёров.
В каждой строке указан результат поединка. Дополнительно номер поединка обозначен цветом, который обозначает итог поединка. Расшифровка обозначений и цветов представлена в нижеследующей таблице.
| Пример | Расшифровка                     |
| ------ | ------------------------------- |
|        | Победа                          |
|        | Ничья                           |
|        | Поражение                       |
|        | Планируемый поединок            |
|        | Поединок признан несостоявшимся |
| КО     | Нокаут                          |
| ТКО    | Технический нокаут              |
| PTS    | Решение судей (по очкам)        |
| UD     | Единогласное решение судей      |
| MD     | Решение большинства судей       |
| SD     | Раздельное решение судей        |
| RTD    | Отказ от продолжения боя        |
| DQ     | Дисквалификация                 |
| NC     | Поединок признан несостоявшимся |

| Результат | Дата             | Соперник                  | Место боя         | Подробности      | Комментарии                                                                                  |
| --------- | ---------------- | ------------------------- | ----------------- | ---------------- | -------------------------------------------------------------------------------------------- |
| 19-13     | 17 октября 2015  | Кшиштоф Зимнох (17-0-1)   | Величка           | KO 2 (8)         | 8-10, 8-10, 8-10.                                                                            |
| 19-12     | 10 апреля 2015   | Марцин Рековский (15-1)   | Гливице           | KO 5 (8), 1:25   | 37-39, 39-38, 37-39.                                                                         |
| 19-11     | 14 марта 2015    | Мариуш Вах (29-1)         | Любин             | UD (10)          | 94-98, 93-97, 93-97.                                                                         |
| 19-10     | 13 декабря 2014  | Саша Бринкманн (0-2)      | Вупперталь        | KO 2 (6), 0:47   |                                                                                              |
| 18-10     | 22 марта 2014    | Ажит Кабаел (9-0)         | Текирдаг          | SD (10)          | Бой за вакантный титул WBC Mediterranean в супертяжёлом весе.                                |
| 18-9      | 23 марта 2013    | Эдмунд Гербер (22-1)      | Магдебург         | UD (8)           | 76-77, 76-77, 75-77.                                                                         |
| 18-8      | 14 сентября 2012 | Эркан Тепер (8-0)         | Галле             | UD (8)           | 72-79, 76-78, 74-79.                                                                         |
| 18-7      | 1 мая 2012       | Вячеслав Глазков (11-0)   | Москва            | TKO 7 (10), 1:32 |                                                                                              |
| 18-6      | 29 апреля 2011   | Карлос Такам (22-1)       | Сена и Марна      | RTD 6 (12)       | Бой за вакантный титул WBO Africa в супертяжёлом весе. Олоукун 3 раза в нокдауне в 6 раунде. |
| 18-5      | 12 ноября 2010   | Константин Айрих (16-2-2) | Штральзунд        | TKO 4 (10), 0:47 | Айрих в нокдауне в 4 раунде.                                                                 |
| 17-5      | 5 июня 2010      | Олег Платов (28-1)        | Нойбранденбург    | TKO 6 (10), 2:27 |                                                                                              |
| 17-4      | 26 марта 2010    | Роберт Хелениус (11-0)    | Хельсинки         | UD (8)           | 76-79, 75-77, 75-78.                                                                         |
| 17-3      | 7 ноября 2009    | Кубрат Пулев (2-0)        | Нюрнберг          | UD (6)           | 55-59, 54-60, 54-60.                                                                         |
| 17-2      | 17 октября 2009  | Рене Деттвайлер (24-2)    | Берлин            | UD (8)           | 75-77, 75-77, 74-78.                                                                         |
| 17-1      | 29 августа 2009  | Леймон Брюстер (35-4)     | Халле (Вестфалия) | UD (8)           | 79-76, 77-75, 77-75.                                                                         |
| 16-1      | 25 апреля 2009   | Мануэль Чарр (10-0)       | Крефельд          | KO 7 (8), 1:29   |                                                                                              |